# باول بيري
باول بيري (بالإنجليزية: Paul Berry)‏ (1978 في المملكة المتحدة - ) هو لاعب كرة قدم بريطاني سابق في مركز الوسط. لعب مع نادي وارينغتون تاون قبل انضمامه إلى نادي تشستر سيتي.

## وصلات خارجية
- باول بيري على موقع قاعدة بيانات كرة القدم.إي يو (الإنجليزية)